# 함원전

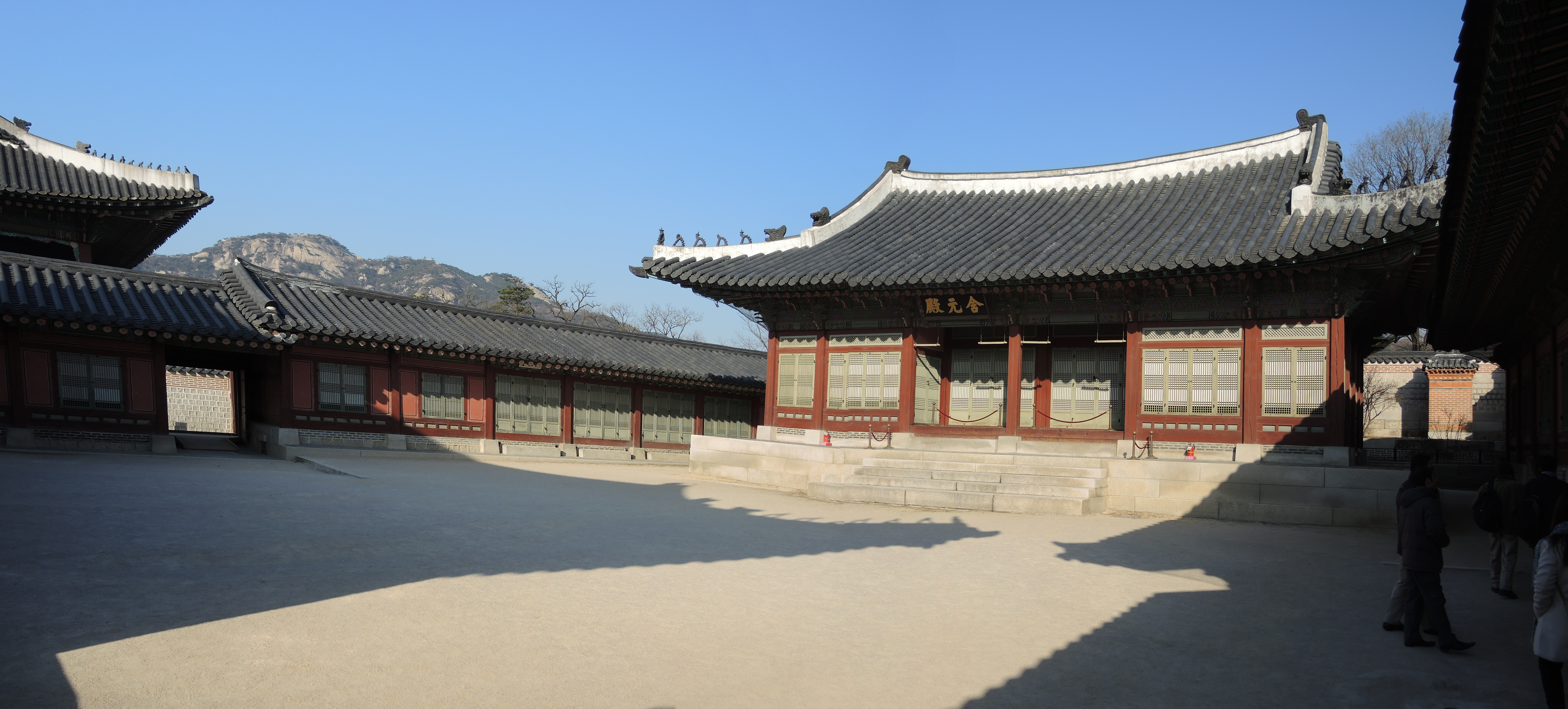
함원전

함원전(咸元殿)은 경복궁에 위치한 전각이며, 왕비의 침전인 교태전 서쪽, 흠경각 북쪽에 위치한다.‘함원’은 ‘원기를 간직하다.’라는 의미이다. 정면 6칸, 단층의 팔작지붕이다.

## 연혁
정확한 연도는 알 수 없으나 ‘조선왕조실록’의 기록으로 미루어 보아 세종 때 지어진 것으로 추정된다. 불상을 모셔두고 주로 불교의식과 행사를 열었으며, 단종이 거처했던 곳으로 전해진다.
임진왜란의 전화로 소실되었다가 1867년 (고종 4년)에 흥선대원군의 경복궁 중건 때 재건하여 복원되었다.
1876년(고종13년)에 발생한 화재로 소실된 것을 2년 뒤에 복원되었다.
일제강점기 창덕궁 대화재로 사라진 희정당의 복원을 위해 해체되었다. 이후 1995년 경복궁 복원사업으로 복원되었다.

## 성격 및 의의
유교를 중심 사상으로 했던 조선을 생각하면 이상할 수 있지만 조선 초기는 부국강병을 목표로 중앙집권을 위해서라면 과학 기술과 다른 여타 사상도 수용했던 것을 볼 수 있다. 16세기 중엽 이후 조선이 성리학 지상주의 사회로 변하면서 과학 기술과 모든 여타 사상을 배척했다.조선은 유교 사상이지만 불교를 수용한 이유는 사람들은 고려시대때 약 500년 동안 불교를 믿어왔기에 이를 조금씩 이어 갔던 것이다.

## 같이 보기
- 경복궁